# Ołeksandr Kosewycz
Ołeksandr Ołeksandrowycz Kosewycz, ukr. Олександр Олександрович Косевич (ur. 4 września 1965 w Doniecku, zm. 10 kwietnia 2025) – ukraiński piłkarz, działacz i trener piłkarski.

## Kariera piłkarska

### Kariera klubowa
Jego karierą sportowa na początku nie była związana z piłką nożną. Uczęszczał do sekcji zapaśniczej, uczestniczył w zawodach. Potem kiedy już był w roli prezydenta klubu 6 razy wychodził na boisko jako piłkarz swego klubu Harant Donieck, który występował w Amatorskiej lidze.

## Kariera trenerska
W 1991 został wybrany na stanowisko Prezesa Zarządu klubu Szachtar Donieck, ale tak jak możliwości finansowe klubu wtedy były dość słabe, w 1992 przeszedł do innego donieckiego klubu Harant, w którym objął stanowisko Prezydenta klubu. Po tym jak klub połączył się z Meditą Szachtarsk, w wyniku czego powstał klub Metałurh Donieck, został wybrany na jego prezydenta. W 2001 kiedy do klubu przyszedł Serhij Taruta z wielką kasą, ustąpił jemu krzesło prezydenckie. Potem przez niezgodność z prowadzoną polityką klubu opuścił Metałurh. Po 3 miesiącach bez pracy spotkał prezydenta Krywbasa Krzywy Róg Serhija Poliszczuka i zgodził się na jego propozycję pracy w klubie. Dzięki jego staraniom Krywbas rozpoczął rozbudowę infrastruktury klubu. Od grudnia 2004 pełnił obowiązki głównego trenera Krywbasa, a od kwietnia 2005 już na stanowisku głównego trenera, w międzyczasie ucząc się na kursach dla otrzymania licencji trenerskiej. Po zmianie kierownictwa klubu i pogorszeniem sytuacji finansowej w grudniu 2006 podał się do dymisji. A już w styczniu 2007 objął stanowisko głównego trenera Zorii Ługańsk, z którym pracował do marca 2008. Po dłuższej przerwie, 9 września 2016 został mianowany na stanowisko głównego trenera Awanhardu Kramatorsk, które sprawował do 2020.